# Рубашкін Володимир Якович
Володи́мир Я́кович Руба́шкін (17 квітня 1876, Новочеркаськ — 24 червня 1932), Харків) — український вчений-гістолог, заслужений професор, доктор медицини, завідувач кафедри гістології Харківського медичного інституту, директор Українського протозойного інституту й заступник директора Всеукраїнського інституту біології, морфології та експериментальної медицини ім. І. І. Мечникова .

## Біографія
Народився 17 квітня 1876 р. у м. Новочеркаську в бідній родині дрібного службовця. Після закінчення класичної гімназії (1895) Володимир вступив до Військово-медичної академії в Петербурзі. На 2-му курсі почав проводити наукові дослідження на кафедрі гістології. У 1900 р. закінчив навчання в академії, де його залишили готуватися до професорського звання. У 1903 р. Володимир Якович захистив дисертацію за темою «К учению о строении нейроглии и эпендимы», яка була одним з перших досліджень з гістогенезу нейроглії. У 1904-1905 рр. вчений працював у Зоологічному інституті м. Вюрцбург під керівництвом проф. Т. Бовері. Почав вивчати експериментальну ембріологію .
Після повернення до Петербургу Володимир Якович читав пробні лекції і в 1906 р. затверджений приват-доцентом кафедри гістології та ембріології Військово-медичної академії. Спільно із співробітниками фізіологічної лабораторії І. П. Павлова вчений провів дослідження, підсумком стала праця «Об изменении клеток поджелудочной железы при действии на нее различных возбудителей», яка удостоєна премії ім. І. П. Павлова (1909 р.) .
У 1910 та 1911 рр. медичний факультет Імператорського Харківського університету двічі обирав Володимира Яковича на кафедру гістології та ембріології, але міністр народної освіти Росії Лев Кассо не затвердив його кандидатуру .
У 1912 р. закінчив діяльність у Військово-медичній академії і переведений на службу екстраординарним професором Юр'євського університету на кафедру ембріології, гістології і порівняльної анатомії.
З 1917 р. — ординарний професор . Одночасно працює директором Вищих жіночих медичних курсів у Юр'єві.
Під час Першої світової війни уповноважений Товариства Червоного Хреста у Юр'єві та головний лікар шпиталю. Брав участь в організації боротьби з тифом в Юр'єві, Таганрозі, Сочі. В Сочінському районі очолював малярійну станцію.
З 1918 р. науково-педагогічна та адміністративна діяльність В. Я. Рубашкіна пов’язана з медичним факультетом Харківського університету . З 1922 р. Володимир Якович — професор Харківського медичного інституту. З 1923 р — завідувач кафедри гістології та декан медичного факультету, одночасно — засновник і директор Харківського протозойного інституту . Вчений одним з перших запропонував створювати науково-учбово-виробничі комбінати. Таким був перший в СРСР Інститут біології, морфології й експериментальної медицини ім. І. І. Мечникова в Харкові, де він обіймав посаду заступника директора з наукової роботи (з 1930 р.) .
Помер В. Я. Рубашкін 24 червня 1932 р. після тривалої та важкої хвороби (склерозу вінцевої артерії серця) . Похований у Харкові на кладовищі № 2 .

## Наукова праця
Праці Рубашкіна присвячені питанням гістології, ембріології, гематології. Рубашкін опрацьовував питання про групи крови, заснував журнал «Український вісник кров'яних угрупувань» (1927–1934).
Автор підручника з гістології, низки монографій та науково-популярних брошур. Серед учнів Володимира Рубашкіна — доктори наук Іван Алмазов, Евеліна Бромберг тощо.
В останні роки посилено працював над клітинною теорією. На засаді експериментальних праць написав книжку «Протоплазма та її організація в тканинах».